# Богданов Анатолій Петрович
Анато́лій Петро́вич Богда́нов  (*13 жовтня 1834 — †28 березня 1896) — російський антрополог і зоолог.
Народився в Нижньодевіцькому повіті Воронезької губернії. 1855 закінчив Московський університет, в якому з 1863 став професором. Був директором Зоологічного музею Московського університету. Опублікував понад 80 праць, в тому числі «Матеріали до антропології курганного періоду в Московській губернії» (1867), «Про могили скіфо-сарматської епохи в Полтавській губернії і про краніологію скіфів» (1880), «Медична зоологія» (т. 1—2, 1883—1888). Виступав проти расизму і полігенізму. Працював у галузі історії зоології, широко популяризував зоологічні знання.